# Kikuchi Shota
Kikuchi Shota (sinh ngày 4 tháng 5 năm 1993) là một cầu thủ bóng đá người Nhật Bản.

## Sự nghiệp câu lạc bộ
Kikuchi Shota hiện đang chơi cho Iwate Grulla Morioka.